# Затишное (Тернопольская область)
Затишное (укр. Затишне) — село в Монастырисской городской общине Чортковского района Тернопольской области Украины.
До 2020 года входило в Монастырисский район.
Население по переписи 2001 года составляло 100 человек. Почтовый индекс — 48352. Телефонный код — 3555.